# Agneta Flock
Inga Agneta Flock, född 29 juli 1941, är en svensk textilkonstnär.
Flock studerade på textillinjen vid Konstfackskolan i Stockholm 1960–1965 och var specialelev i grafik vid Konsthögskolan i Stockholm 1971. Hon växte upp i Etiopien och Thailand och har från dessa kulturer tagit intryck i sitt skapande och öppnade en egen textilateljé i Stockholm 1967. Hon debuterade i en utställning med textil skulptur på Hantverket i Stockholm 1969 och har därefter medverkat i ett stort  antal separat och samlingsutställningar. Bland annat på Västerbottens museum, Svensk Form, Liljevalchs Ting bruksting, The Swedish Touch i Cortland New York och på Galleri Okumura i Tokyo. Hon har tilldelats Statens arbetsstipendium ett flertal gånger och stipendium från Konstnärsnämnden samt stipendium från Estrid Ericsons Stiftelse. För Sveriges Television UR skapade hon programserien Sagosaxen 2001. Bland hennes offentliga arbeten märks utsmyckningar för Karolinska sjukhuset, Huddinge sjukhus, Södersjukhuset, Skälbyskolan i Järfälla, Ersta Sköndal Högskola i Stockholm, Vårdenheten i Vallentuna, Helenelundsskolan i Södertälje, Årsta Vårdcentral i Uppsala, Kammarrätten i Stockholm, Vallentunasalen i Vallentuna, Garnisonen i Stockholm. Flock är representerad vid Nationalmuseum, Röhsska museet i Göteborg, Malmö museum, Textilmuseet i Borås, Nordiska museet Stockholm, Kvinnornas Museum i Skellefteå samt i Statens konstråd och i ett 40-tal kommuner och landsting.